# Burolo
Burolo – miejscowość i gmina we Włoszech, w regionie Piemont, w prowincji Turyn.
Według danych na rok 2004 gminę zamieszkiwało 1349 osób, 269,8 os./km². W latach 1882–1933 przechodziła tu linia kolejowa: Ivrea-Santhià.

## Obiekty sakralne
- Kościół parafialny świętych Piotra i Pawła, wzniesiony w 1716 roku na miejscu poprzedniego z 1193 roku
- Kaplica Madonny z 1675
- Kaplica św. Rocco
- Kaplica romańska św. Magdaleny zbudowana na głazie narzutowym
- Kaplica św. Wincentego